# 中崙 (新竹縣)
中崙，是台灣新竹縣新豐鄉的一個傳統地域名稱，位於該鄉東部偏南。相較於今日行政區，其範圍大致與中崙村相近。

## 歷史
台灣清治末期至日治前期，中崙地區為一街庄，稱為「中崙庄」，隸屬於竹北二堡。該庄北及東北隔新豐溪及其支流波羅汶溪與崁頭庄為界，東南與波羅汶庄為鄰，西南邊及西邊隔新豐溪另一支流德龜溪與員山庄、新庄仔庄為界，西北邊一小段隔新豐溪與紅毛港庄為界。
1901年（日治明治三十四年）11月，全台廢縣廳改設二十廳，該庄隸屬於新竹廳。1909年（明治四十二年）10月，合併二十廳為十二廳，該庄隸屬不變。1920年（大正九年），廢十二廳改設五州二廳，該庄改制為「中崙」大字，隸屬於新竹州新竹郡紅毛庄。
戰後紅毛庄改制為紅毛鄉，隸屬於新竹縣，大字亦改制為村。1950年桃、竹、苗分治，本地區隸屬不變。1956年，紅毛鄉改名為新豐鄉。

## 聚落
本地區發展較早的聚落有中崙、大竹圍等，在日治期初期的官方地圖上已有記載，後來發展形成的聚落則有成家第一站社區。

## 交通
鄉道竹6線是新庄子至波羅汶的道路，也是中崙地區主要的連絡道路，大致以西北—東南走向穿越本地區，向西北可前往新庄子並止於鄉道竹3線路口，向東南可前往波羅汶並止於鄉道竹7線路口。
鄉道竹2線是新庄子至新湖口的道路，大致以西南—東北走向經過中崙地區西北端，向西南可前往新庄子並止於鄉道竹6線路口，向東北轉東南東可前往崁頭、新湖口並止於鄉道竹7線路口。